# Ravenna (Kentucky)
Ravenna è una città della contea di Estill, Kentucky, Stati Uniti d'America.

Fu fondata nel 1915 ed ebbe il suo nome in onore di un caposquadra della compagnia ferroviaria che aveva eretto il villaggio.